# バタバノ湾
バタバノ湾（スペイン語：Golfo de Batabanó）は、キューバ島西部とその南にあるカナレオス諸島との間にある湾及び海峡。
付近は海綿動物（スポンジ）の釣り場となっている。